# Aubérive
Aubérive ist eine französische Gemeinde mit 247 Einwohnern (Stand: 1. Januar 2022) im Département Marne in der Region Grand Est (vor 2016: Champagne-Ardenne). Die Gemeinde gehört zum Arrondissement Reims und zum Kanton Mourmelon-Vesle et Monts de Champagne.

## Geographie
Bétheniville liegt etwa 28 Kilometer ostsüdöstlich des Stadtzentrums von Reims an der Suippe. Umgeben wird Aubérive von den Nachbargemeinden Aussonce im Norden und Nordwesten, La Neuville-en-Tourne-à-Fuy im Norden und Nordosten, Hauviné im Osten und Nordosten, Saint-Clément-à-Arnes im Osten, Saint-Hilaire-le-Petit im Süden und Südosten sowie Pontfaverger-Moronvilliers im Westen.

## Bevölkerungsentwicklung
| Jahr                       | 1962 | 1968 | 1975 | 1982 | 1990 | 1999 | 2006 | 2012 | 2018 |
| Einwohner                  | 205  | 203  | 175  | 156  | 157  | 182  | 194  | 226  | 245  |
| Quellen: Cassini und INSEE |      |      |      |      |      |      |      |      |      |

## Sehenswürdigkeiten
- Kirche Saint-Pierre
- Französischer Nationalfriedhof mit deutschem und polnischem Teil

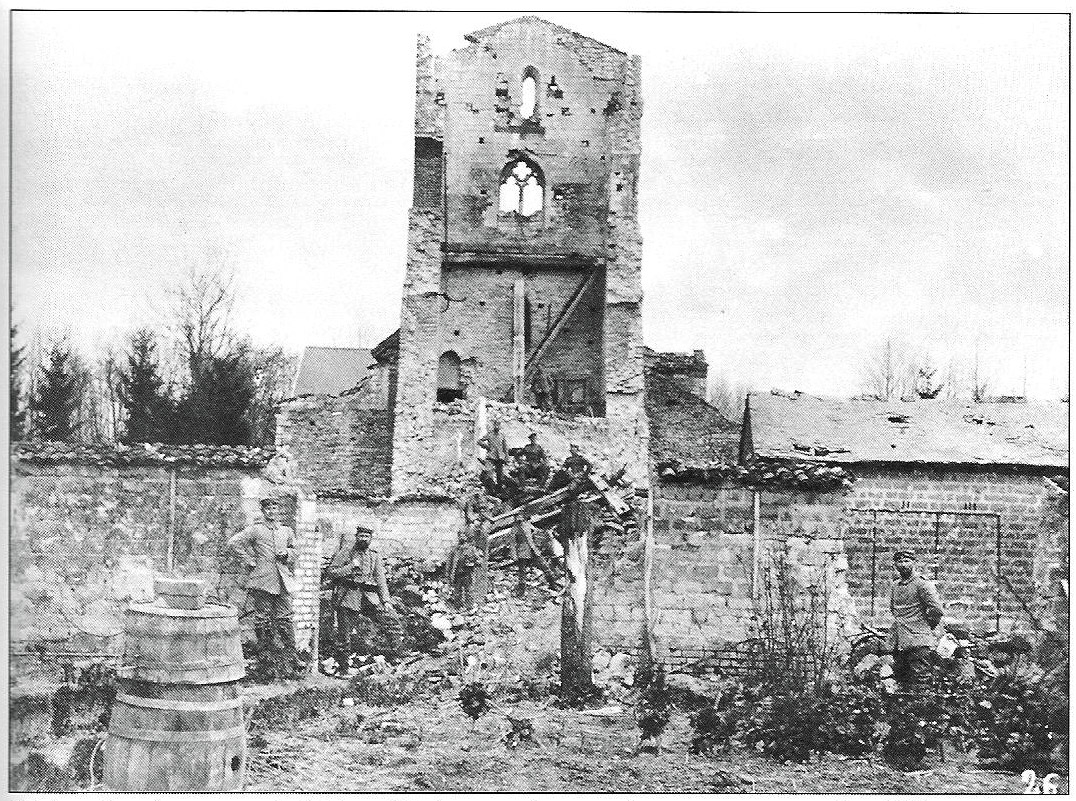
Kirche Saint-Pierre 1915